# الجاهلي (حزم العدين)

تعديل مصدري - تعديل

الجاهلي هي إحدى قرى عزلة بني اسعد بمديرية حزم العدين التابعة لمحافظة إب، بلغ تعداد سكانها 48 نسمة حسب تعداد اليمن لعام 2004.